# Dicranoptycha stygipes
Dicranoptycha stygipes är en tvåvingeart som beskrevs av Alexander 1938. Dicranoptycha stygipes ingår i släktet Dicranoptycha och familjen småharkrankar. Inga underarter finns listade i Catalogue of Life.